# Profeti minori
I profeti minori (detti anche i dodici profeti) sono gli autori di dodici libri profetici della Bibbia, considerati un unico libro nella Tanakh dagli ebrei (“Libro dei dodici”), invece contati separatamente nell'Antico Testamento dai cristiani.
Sono definiti "minori" per la brevità dei loro libri in contrapposizione con quelli degli altri autori di libri profetici, detti maggiori: Isaia, Geremia, Ezechiele e Daniele, quest'ultimo, però, considerato tale solo nella tradizione cristiana.
La dicitura di ambiente ebraico è תרי עשר‎, tərê ʿaśar (“i dodici” in aramaico), quella greca  (mikròi profétes, profeti minori) o Δωδεκαπροφήτον (Dodekaproféton, dodici profeti).
La redazione finale dei testi risale al periodo persiano (538-332 a.C.), tranne il caso del libro di Giona (libro di cui Giona è il principale personaggio, non l'autore) risalente al periodo ellenistico.
In Atti 7:51-53, santo Stefano protomartire afferma che tutti profeti furono uccisi e perseguitati da una parte dei padri degli Ebrei.
L'ordine dei dodici libri nel testo masoretico (e perciò nelle bibbie ebraiche, cattoliche e protestanti) è:
| n.  | Libro             | Profeta  | Capitoli | Totale versi |
| --- | ----------------- | -------- | -------- | ------------ |
| 1°  | Libro di Osea     | Osea     | 14       | 197          |
| 2°  | Libro di Gioele   | Gioele   | 4        | 73           |
| 3°  | Libro di Amos     | Amos     | 9        | 145          |
| 4°  | Libro di Abdia    | Abdia    | 1        | 21           |
| 5°  | Libro di Giona    | Giona    | 4        | 48           |
| 6°  | Libro di Michea   | Michea   | 7        | 105          |
| 7°  | Libro di Naum     | Naum     | 3        | 47           |
| 8°  | Libro di Abacuc   | Abacuc   | 3        | 56           |
| 9°  | Libro di Sofonia  | Sofonia  | 3        | 53           |
| 10° | Libro di Aggeo    | Aggeo    | 2        | 38           |
| 11° | Libro di Zaccaria | Zaccaria | 14       | 211          |
| 12° | Libro di Malachia | Malachia | 4        | 55           |

Nella Bibbia dei LXX, invece, il libro di Gioele è collocato al quarto posto e quello di Michea al terzo. Questo ordine è tuttora seguito dai cristiani ortodossi.
L'ordine segue approssimativamente la cronologia della vita dei profeti, non l'ordine di redazione dei testi. I primi sei profeti (tranne Gioele) risalgono al periodo assiro antico. La collocazione di Gioele subito prima di Amos, anche in assenza di riferimenti biografici, è motivata dalla concordanza di Amos 1.1-2 con Gioele 4,16. Il Libro di Amos descrive «le visioni riguardo a Israele, al tempo di Ozia re della Giudea, e al tempo di Geroboamo figlio di Ioas, re di Israele, due anni prima del terremoto», collocandosi in un'età successiva alla seconda metà dell'VIII secolo a.C. I successivi tre profeti vissero nel tardo periodo assiro e gli ultimi tre in età persiana.